# Lammendam
Lammendam je debitantski studijski album nizozemskog simfonijskog black metal-sastava Carach Angren. Album je 18. travnja 2008. godine objavila diskografska kuća Maddening Media. Ovo je konceptualni album o Lammendamu, ostacima dvorca kojeg opsjeda "duh dame u bijeloj haljini". Album je 19. srpnja 2013. godine ponovno objavila diskografska kuća Season of Mist te se na toj inačici albuma pojavljuju tri pjesme koje su bile preuzete s EP-a Ethereal Veiled Existence.

## Glazbeni stil
Album čini glazbeni stil simfonijskog black metala s progresivnom strukturom pjesama te je često uspoređivan sa stilovima grupa kao što su Ninnghizhidda, Anorexia Nervosa i Dimmu Borgir. Glazbeni kritičar sa stranice Sputnikmusic komentirao je kako su vokali pjevača Seregora jedinstveni jer su "relativno lako shvatljivi i jednostavni za odgonetnuti [već] tijekom prvog slušanja" u usporedbi s drugim sastavima unutar žanra. Međutim, tekstovi pjesama nisu pisani u tradicionalnoj strukturi (strofa-refren-strofa) žanra.

## Popis pjesama
Tekstovi: Seregor. 
| 1.    | »Het spook van de Leiffartshof« (Duh Leiffartshofa, instrumental) | 1:28 |
| 2.    | »A Strange Presence Near the Woods«                               | 4:13 |
| 3.    | »Haunting Echoes from the Seventeenth Century«                    | 5:05 |
| 4.    | »Phobic Shadows and Moonlit Meadows«                              | 6:54 |
| 5.    | »Hexed Melting Flesh«                                             | 2:06 |
| 6.    | »The Carriage Wheel Murder«                                       | 3:40 |
| 7.    | »Corpse in a Nebulous Creek«                                      | 5:24 |
| 8.    | »Invisible Physic Entity« (instrumental)                          | 1:21 |
| 9.    | »Heretic Poltergeist Phenomena«                                   | 4:08 |
| 10.   | »La Malédiction de la Dame Blanche« (Prokletstvo Bijele Dame)     | 7:07 |
| 41:26 |                                                                   |      |

| Bonus pjesme s reizdane inačice iz 2013. godine | Bonus pjesme s reizdane inačice iz 2013. godine | Bonus pjesme s reizdane inačice iz 2013. godine | Bonus pjesme s reizdane inačice iz 2013. godine | Bonus pjesme s reizdane inačice iz 2013. godine | Bonus pjesme s reizdane inačice iz 2013. godine | Bonus pjesme s reizdane inačice iz 2013. godine | Bonus pjesme s reizdane inačice iz 2013. godine | Bonus pjesme s reizdane inačice iz 2013. godine | Bonus pjesme s reizdane inačice iz 2013. godine |
| Br.                                             | Skladba                                         | Trajanje                                        |                                                 |                                                 |                                                 |                                                 |                                                 |                                                 |                                                 |
| ----------------------------------------------- | ----------------------------------------------- | ----------------------------------------------- | ----------------------------------------------- | ----------------------------------------------- | ----------------------------------------------- | ----------------------------------------------- | ----------------------------------------------- | ----------------------------------------------- | ----------------------------------------------- |
| 11.                                             | »There Was No Light«                            | 1:22                                            |                                                 |                                                 |                                                 |                                                 |                                                 |                                                 |                                                 |
| 12.                                             | »After Death Premises«                          | 4:15                                            |                                                 |                                                 |                                                 |                                                 |                                                 |                                                 |                                                 |
| 13.                                             | »Yonder Realm Photography«                      | 5:50                                            |                                                 |                                                 |                                                 |                                                 |                                                 |                                                 |                                                 |
| 52:53                                           |                                                 |                                                 |                                                 |                                                 |                                                 |                                                 |                                                 |                                                 |                                                 |

## Recenzije
Lammendam je uglavnom zadobio pozitivne kritike, no većina je recenzija napomenula kako je sastav tek bio na početku svoje karijere. Njemačka inačica časopisa Metal Hammer u svojoj je recenziji istaknula kako je sastavu još uvijek potreban vlastiti identitet. Časopis Sonic Seducer pohvalio je tehničke vještine sastava i raznolikost emocija koje su bile prikazane na albumu. Sputnikmusic je također pohvalio izvedbene vještine članova skupine.

## Zasluge
| Carach Angren - Seregor – vokali, gitara, dizajn - Ardek – klavijature, orkestracija - Namtar – bubnjevi, perkusija Ostalo osoblje - Patrick Damiani – bas-gitara, dodatna ritam gitara, produkcija, snimanje, miksanje, mastering - Erick Wijnands – dizajn | Dodatni glazbenici - Nikos Mavridis – violina (na pjesmama 2 i 8) - Yves Blaschette – violončelo (na pjesmi 8) - Hye-Jung – vokali (na pjesmi 5) - Philip Breuer – vokali (na pjesmi 10) |